# 第1艦隊 (アメリカ軍)
第1艦隊（だい1かんたい U.S. First Fleet）はアメリカ海軍の艦隊。太平洋艦隊の一部として1946年の初めから1973年2月1日まで西太平洋で運用された。1973年にその任務は第3艦隊に引き継がれた。現在では欠番となっている。
A・E・モントゴメリー中将が1947年7月に初代司令官に指名された。1948年5月に行われた核実験では、「ソルトレイクシティ」(USS Salt Lake City, CA-25) が第1艦隊所属の実験艦として沈められた。1949年3月25日に「ソールズベリー・サウンド」(USS Salisbury Sound, AV-13) がG・F・ボーガン中将の旗艦となる。「カーティス」(USS Curtiss, AV-4) は1949年前半の3週間のみ、アラスカ海域で行われた寒冷地における揚陸作戦のための旗艦を務めた。1960年1月から1963年3月までは「ヘレナ」(USS Helena, CA-75) が旗艦を務めた。
いくつかの資料では沿岸警備隊が戦時において第1艦隊に指定される（そのため欠番となっている）とされるが、この説は正しくない。海軍が設立されるよりも先に沿岸警備隊が存在したことを称して「（アメリカ合衆国）最初の艦隊(First Fleet)」と呼ばれた経緯があるだけで、第1艦隊とは無関係である。 

## 歴代指揮官
- アルフレッド・E・モントゴメリー A.E. Montgomery 海軍中将：1947年
- G・F・ボーガン G.F. Bogan 海軍中将：1949年
- ハロルド・M・マーティン Harold M. Martin 海軍大将： - 1951年3月28日
- アーサー・D・ストラブル Arthur D. Struble 海軍中将：1951年3月28日 -
- 不明
- ロバート・L・デニソン Robert L. Dennison 海軍大将：1956年 - 1958年
- 不明
- ローソン・P・ラメージ Lawson P. Ramage 海軍大将：1964年 - 1966年
- バーニー・ローダー Bernie Roeder 海軍中将：1967年 - 1968年

## 再編成に向けた動き
- 2020年11月17日、ケネス・ブレイスウェイト海軍長官が海軍関係団体のイベントで講演。中国の海洋進出が拡大する中で、インド洋と太平洋を結ぶ海域を管轄する第1艦隊を創設する構想を述べ、翌12月2日上院公聴会で編成する考えを明らかにした[1][2]。